# Jean Pierre Cornets de Groot van Kraaijenburg

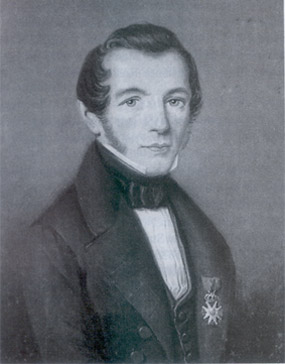
Jean Pierre Cornets de Groot van Kraaijenburg

Jean Pierre (of Johan Pieter) Cornets de Groot van Kraaijenburg (Groningen, 6 april 1808 - Den Haag, 23 juli 1878) was een Nederlands politicus.

## Leven
Hij werd in 1836 algemeen secretaris der Indische regering, in 1842 secretaris-generaal van het departement van koloniën. Op 22 maart 1843 werd hij in de adelstand verheven met het predicaat van jonkheer. Van 1848 tot 1851 was hij lid van de Raad van Indië. In 1854 was hij een van de oprichters en de eerste voorzitter van het (liberale) Indisch Genootschap.Van 9 januari tot 14 maart 1861 was hij minister van Koloniën in welke hoedanigheid hij, in tegenstelling tot een van zijn voorgangers Jan Jacob Rochussen, een voorstander van een gematigde liberale koers in Nederlands-Indië was. In 1862 werd hij lid van de Raad van State.

## Werk
- Reis van Z.K.H. Prins Hendrik der Ned. in Ned.-Indië gedurende het jaar 1837 (Batavia 1838, herdrukt in de handelingen en berichten betrekkelijk het zeewezen en de zeevaartkunde, 7e d., 2e druk (Amsterdam 1847)
- Levensschets van Mr. Pieter de Groot ('s-Grav. 1847)
- Notices hist. sur les Pirateries commises dans l'Archipel Indien-Oriental ('s-Grav. 1847)
- Verslagen van het schoolwezen in N.-I. 1834-'45 en 1846-'49 (Batavia 1849 en '50)
- Aanm. op het wetsontwerp tot vaststelling van het Regl. op het beleid der regering van Ned.-Indië ('s-Grav. 1853)
- Levensschetsen van Nederburgh, Wiselius, Dirk van Hogendorp, Daendels, Janssen, Falck, van Alphen, Radermaeker, Van den Bosch, Elout, Du Bus, de Kock, Van Polanen en anderen, in de Handelingen van het Indisch Genootschap ('s-Gravenhage. 1854-'59)
- Bijdr. betreffende de kolonisatiekwestie in O. en W.-Indië, het stelsel van deportatie in Ned.-Indië, en het ontstaan van het gemeen overleg tusschen regering en de Staten-Generaal ten aanzien der koloniën, en andere onderwerpen in de handelingen van het Ind. Gen. (1854-'59);
- Het eiland Boeroe, met bijdragen en toelichtingen in verband tot Europ. kolonisatie, (met T.J. Willer) (Amsterdam 1858)
- Over het beheer onzer koloniën ('s-Gravenhage. 1862)
- Het eiland Celebes volgens de togten en ontdekkingen van Vosmaer (in de Koloniale jaarb., 's-Hage 1862)
- Bijdr. tot de beoordeeling van Bosscha's 'Kroon en Ministers' ('s-Hage 1863).